# Pont de la Cabreta
El Pont de la Cabreta és un pont sobre el riu Freser que uneix els municipis de Campdevànol i Ribes de Freser (Ripollès). El pont es veu anant de Campdevànol a Ribes de Freser, quan la vall es comença a eixamplar, després de passar la colònia Herand, a mà esquerra. Ambdós municipis han inventariat de manera singular aquesta obra inclosa en l'Inventari del Patrimoni Arquitectònic de Catalunya.

## Descripció
El pont és de doble vessant o d'esquena d'ase, amb una longitud de 53 m. L'arcada principal té 23 metres de llum i una alçada sobre el riu de 13 m. L'arcada de ponent, d'època romànica juntament amb l'estrep oriental del pont, té una amplada de llum de 6.90 m. A ambdós costats de l'arcada gran, n'hi ha dues que tenen la funció de fer el pont més lleuger i afavorir el pas de riuades sense que es produeixin desperfectes. L'amplada del pas del pont és de 2,80 m, incloent les baranes que mesuren 40 i 38 cm respectivament.

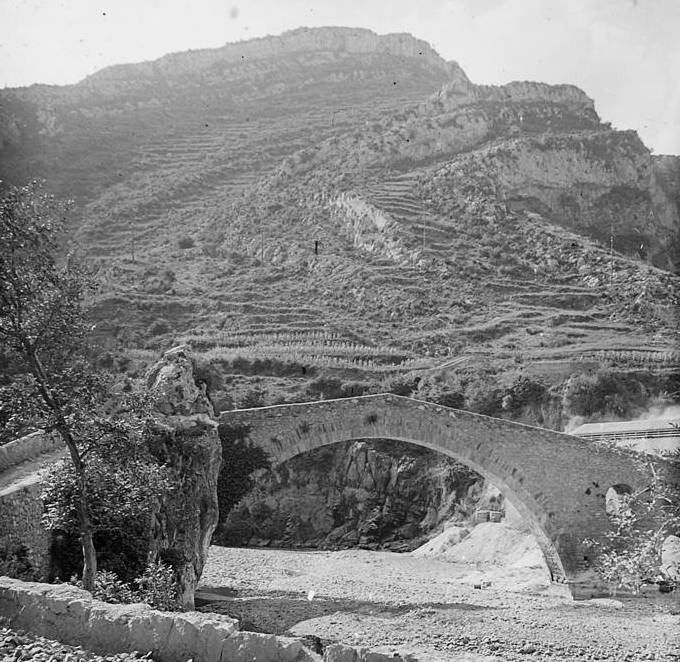
El pont de la Cabreta en una imatge de 1916

L'aparell romànic està format per carreus allargats d'uns 15 x 30 cm, n'hi ha alguns de col·locats verticalment. Les dovelles de l'arcada lateral són ben treballades i fan uns 15 x 30 cm. La part romànica d'aquest pont podria datar del segle x. Hi ha una arcada romànica amb una amplada de llum de 6,90 m. A llevant seu hi ha un altre petit arc; aquesta obertura és situada a un nivell superior, a 3,50 m del terra actual. Al costat oposat, a ponent de l'arcada romànica, a un nivell baix, hi ha un altre arc petit, cobert també amb una volta de mig punt i amb una amplada de 2,10 m. El pont consta d'un sol arc de gran alçada. La longitud total d'aquest pont de doble vessant és d'uns 53 m i té una amplada de 2,80 m.

## Història
Formava part de l'antic camí ral que anava de Ripoll a la Cerdanya. Abans de construir-se la carretera de Barcelona a Puigcerdà, el pont de la Cabreta era pas obligat de tots els vianants que es dirigien a la Cerdanya. Es creu que l'havia fet construir el comte Oliba Cabreta I de la Cerdanya i de Besalú.
La part romànica d'aquest pont data del segle xi i, en conjunt, la part més antiga es conserva al final de l'estrep oriental i, sobretot, a la banda de ponent, on encara podem veure una arcada romànica. El pont de la Cabreta ha sofert diverses reconstruccions i transformacions. L'arcada central, que té 23 metres de llum i una alçada -fins al nivell actual de l'aigua- de 13 metres, fou refeta en època moderna, segurament per haver-se ensorrat l'arcada romànica arran d'una riuada.